# Passage Bioscoop
De Passage Bioscoop was een bioscoop aan de Nieuwendijk vlak bij de Beurspassage in het centrum van Amsterdam. De bioscoop bestond van 1919 tot 1959.

## Geschiedenis
Het theater met 450 stoelen werd op initiatief van Herman Bollongino gebouwd aan de Nieuwendijk. Het nieuwe gebouw werd geopend op 3 april 1919 en was ontworpen door de architecten Jan van Schaik en J.J. Wortel. In 1931 werd het theater overgenomen door Abraham Tuschinski en werd daarbij ingrijpend verbouwd naar ontwerp van architect Jan Duiker.
Tijdens de Tweede Wereldoorlog werd het theater door de bezetter waarschijnlijk geconfisqueerd, net als alle andere Tuschinskitheaters. In 1945 nam Tuschinski de exploitatie weer over tot de sluiting op 3 september 1959. Daarna kreeg het pand een andere bestemming. Tijdens de Brand bij C&A in 1963 werd het pand volledig verwoest. Op de plek van het voormalige theater en het verwoeste gebouw van C&A verscheen nieuwbouw, met daarin een nieuw gebouw voor C&A waarin ook een nieuwe Beurspassage tussen het Damrak en de Nieuwendijk kwam. 